# Szowkowe (obwód zaporoski)
Szowkowe (ukr. Шовкове) – osiedle na Ukrainie, w obwodzie zaporoskim, w rejonie berdiańskim, w hromadzie Berdiańsk. W 2001 liczyło 110 mieszkańców, spośród których 49 wskazało jako ojczysty język ukraiński, 60 rosyjski, a 1 niemiecki.